# Robot dạng người

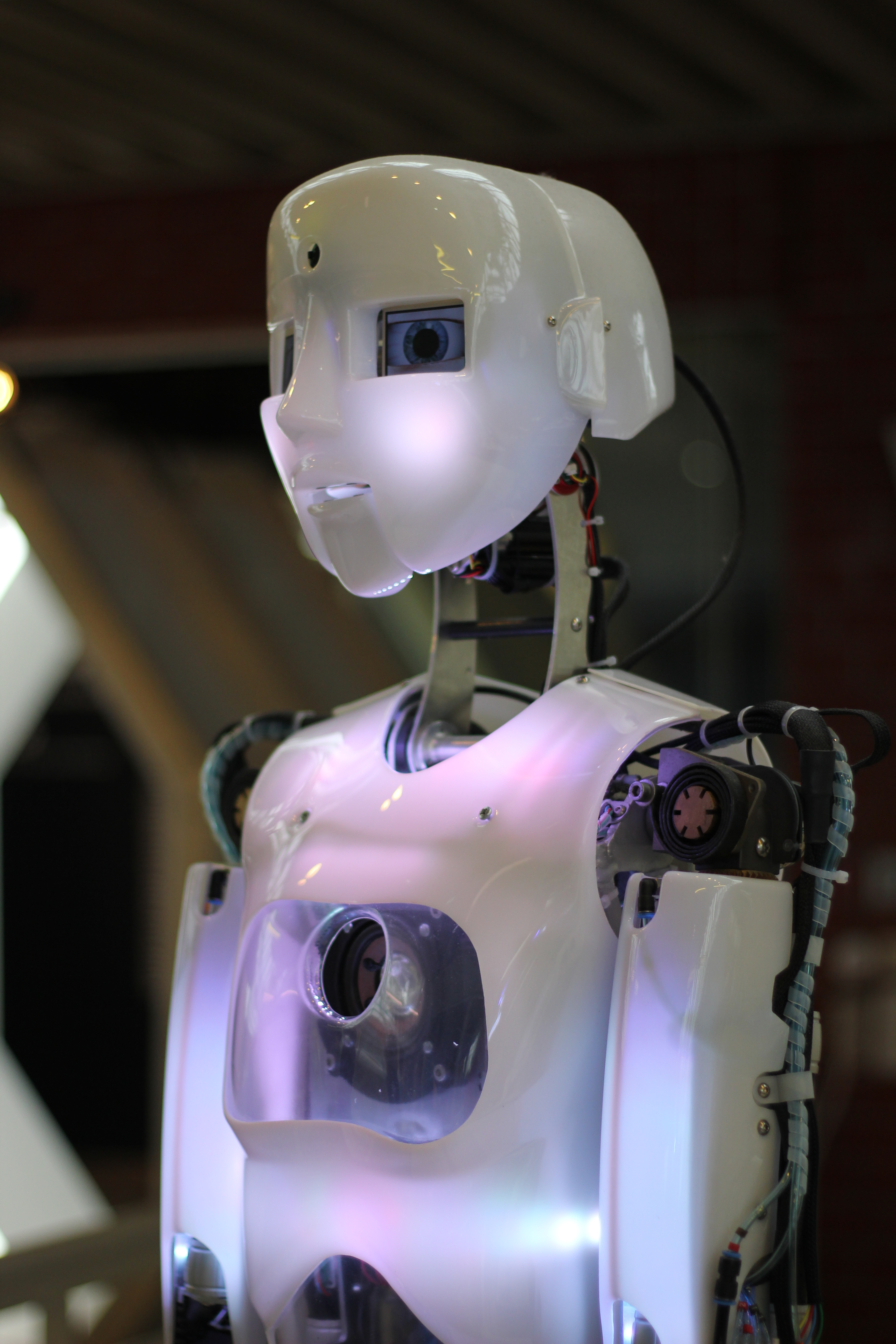
Một robot hình người, 2016

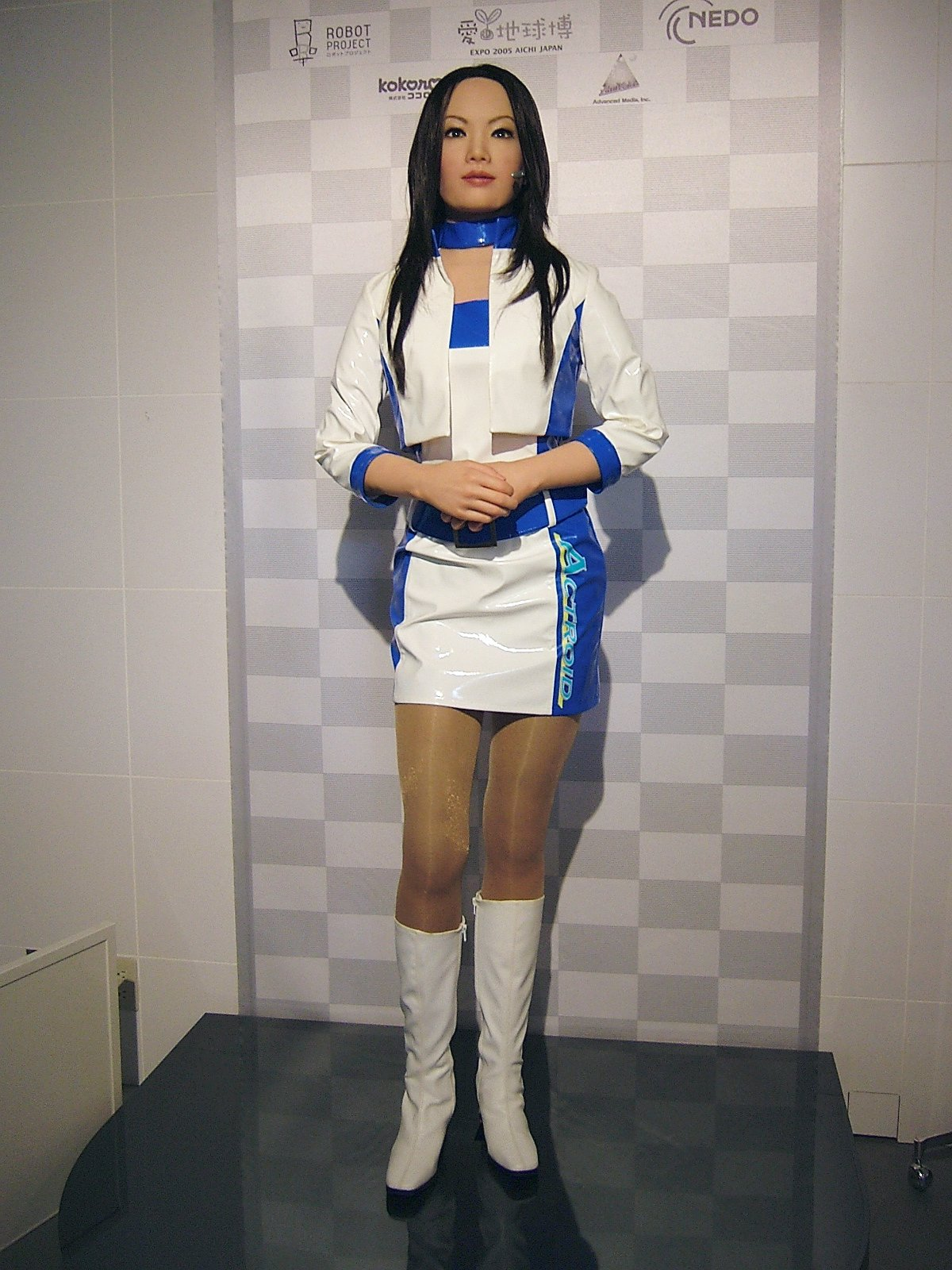
Robot Nhật Bản DER 01

Robot dạng người hay robot hình người là robot có hình dạng cơ thể được tạo hình để trông giống như cơ thể con người. Thiết kế robot có thể có dạng người ở mức độ khác nhau, tùy theo các mục đích chức năng. Robot phục vụ thử nghiệm có thể có dáng sơ sài, chẳng hạn để nghiên cứu về vận động bằng hai chân . Nói chung thì robot hình người có thân, đầu, hai cánh tay và hai chân, tuy nhiên một số robot hình người đơn giản có thể chỉ mô hình hóa một phần của cơ thể. Một số robot hình người cũng có đầu được thiết kế với các đặc điểm khuôn mặt của con người như mắt và miệng. Robot có tính thẩm mỹ giống với con người cũng có các mức khác nhau, từ loại có khuôn mặt người đến loại toàn thân thể giống người, ví dụ robot Android .